# Targino Gondim
Targino Alves Gondim Filho (Salgueiro, 7 de outubro de 1972), é um político, músico, cantor e premiado compositor brasileiro, famoso no Norte e Nordeste do país por canções juninas, forró, baião e outras canções do gênero.
Melhor cantor regional em 2010, sua canção "Esperando na Janela" lhe rendeu um Grammy em 2001 e foi a mais executada no Brasil em 2004. Embora pernambucano de nascimento, radicou-se desde criança na Bahia, onde tentou a carreira política. Quando completou vinte anos de carreira, em 2015, realizou um show comemorativo em Salvador onde, além do forró tradicional, tocou reggae e Axé.

## Biografia
Gondim mudou-se para a cidade de Juazeiro na Bahia aos quatro anos de idade e, oito anos depois, começou a tocar sanfona por intercessão do pai de forma que, já com dezoito anos, começou a apresentar-se em shows nas cidades interioranas de Pernambuco.
Seu primeiro sucesso na região se deu com "Até Mais Ver", no ano de 1994; isto o levou a se apresentar na televisão, ganhando maior projeção. Cinco anos depois Targino foi descoberto pela apresentadora Regina Casé e teve sua canção "Esperando na Janela" incluída no filme de 2000, Eu, Tu, Eles.
Em 2001 apresentou-se na "Tenda Raízes" do festival Rock in Rio e em 2004 "Esperando na Janela" se tornou a música mais executada no Brasil. A canção já lhe rendera, em 2001, o Grammy Latino como melhor música brasileira.
Além das composições próprias, Targino apresenta remakes de canções de Luiz Gonzaga e já gravou junto a artistas como Margareth Menezes, Elba Ramalho e Dominguinhos; seu primeiro CD, em 2001, foi lançado pela gravadora "Geleia Geral", de Gilberto Gil.
Em 2010 Gondim foi agraciado na 21ª edição do Prêmio da Música Brasileira como o melhor cantor regional.
Em 2018 saiu candidato a deputado federal pela Bahia, no Partido Verde, ficando na suplência; na ocasião declarou ser divorciado e ter ensino médio completo e ser natural do estado da Bahia.
Em 2020 candidatou-se ao cargo de vice-prefeito de Juazeiro pelo Cidadania porém não foi eleito.

## Discografia
CDs de Targino Gondim:
- (1995) Targino (independente)
- (1996) Baião de Novo (independente)
- (1996) Targino (independente)
- (1997) Ouro Branco (independente)
- (1997) Targino (independente)
- (1998) Nem Por Um Milhão (independente)
- (1998) Targino (independente)
- (1999) Esperando na janela (independente)
- (1999) As Melhores (independente)
- (1999) Targino (independente)
- (2000) Inda Tô Daquele Jeito
- (2001) Dance forró mais eu (Geleia Geral)
- (2002) Toca Pra Nós Dois
- (2003) As melhores Vol.2
- (2003) Canções Joaninas
- (2004) Ao vivo
- (2005) No pé de serra
- (2005) Targino Gondim no pé de serra
- (2006) Belo Sertão
- (2006) Forró Pra Todo Lado
- (2007) Achando bom (Atração)
- (2008) As mais pedidas (Atração)
- (2009) Simplesmente assim (Atração)
- (2015) Chorando mais eu (Atração)
- (S/D) Canções de Luiz